# Crocidura nigricans
Crocidura nigricans — вид ссавців родини Soricidae. Є ендеміком Анголи. Існує мало інформації про природну історію цього гірського виду.